# Амазони (міфологія)
Амазони — фантастичні персонажі, які зображувалися на руських лубочних картинках, зазвичай з темними, як у арапів обличчями.
Особливого розповсюдження у міфах та переказах ці персонажі не отримали. Скоріш за все, так наші предки уявляли мешканців далеких невідомих країв. Лик їхній був лютий та войовничий, атрибутом був спис або лук зі стрілами.